# Àcid gras omega-6
Els àcids grassos omega-6 són els àcids grassos poliinsaturats que tenen el primer doble enllaç en la posició 6 començant pel final. Es troben en molts olis vegetals. Són àcids grassos insaturats.
Es troben de manera natural a les nous, cereals, pa integral, etc. Solen interaccionar amb els àcids grassos omega-3 per a potenciar el seu efecte. Alguns els atribueixen també alleugerir les inflamacions de tipus reumàtic o menstrual.

## Beneficis saludables
Tenen una acció antiinflamatòria, que millora els símptomes de l'artritis. Són cardioprotectores, ja que en fer la sang més fluida, reduïxen el risc que es formin coàguls o trombes. Disminuïxen les lipoproteïnes de baixa densitat (conegudes com «colesterol dolent»). Disminuïxen les lipoproteïnes d'alta densitat o «colesterol bo».